# Volto Santo ai Prati
Volto Santo ai Prati, även benämnt Volto Santo di Nostro Signore Gesù Cristo, var ett oratorium i Rom, helgat åt Jesu heliga anlete. Oratoriet var beläget vid korsningen av Via Pietro Cavallini och Via Marianna Dionigi i Rione Prati.

## Historia
Ursprunget till detta oratorium utgörs av de uppenbarelser som den franska oskodda karmelitnunnan Marie de Saint-Pierre (1816–1848) hade av Jesus i Tours. Andakten till Jesu heliga anlete initierades av henne och fördes vidare av vördnadsvärde Leo Dupont (1797–1876), vars bostad senare byggdes om till ett oratorium. Syftet med denna andakt är att sona hädelsens synd samt botgöring för att Kyrkans liturgiska festdagar inte längre iakttas. Påve Leo XIII godkände andakten till Jesu heliga anlete år 1885.
Den 19 mars 1891 invigdes oratoriet Volto Santo ai Prati; dess föreståndare var den franske prästen Jean-Baptiste Fourault (1854–1915). Fourault återvände till Frankrike år 1905 och oratoriet revs då för att ge plats åt en profan byggnad.